# دورة رولان غاروس الدولية
بطولة فرنسا المفتوحة لكرة المضرب رولاند جاروس واحدة من بطولات الجراند سلام لكرة المضرب، تقام سنويا في مدينة باريس الفرنسية. سميت هذه الدورة على اسم الطيار الفرنسي رولان غاروس. انطلقت دورة رولاند جاروس سنة 1891 وبدأت أول دورة نسائية سنة 1897.لم يسمح للاعبي التنس الأجانب بالمشاركة إلا في عام 1925. ألغيت بطولة رولان جاروس خلال الأعوام من 1940 حتى 1945 بسبب الحرب العالمية الثانية. وتعد البطولة الفرنسية الدولية الثانية في بطولات التنس الكبرى المفتوحة (Open Grand Slam)، بعد بطوله أستراليا المفتوحة من حيث القوة والسمعة.

## التاريخ
في البداية كانت المشاركة محصورة على أعضاء الاندية الفرنسية، حيث أقيمت أول بطولة سنة 1891 وكانت للرجال فقط حيث أن أول بطولة كانت قد اقيمت في ملاعب فرانسيسك كلوب عام 1891. بعد 6 سنوات من هذا التاريخ أضيفت بطولة السيدات، في سنة 1925 قرر الاتحاد الفرنسي للتنس أن يسمح لافضل اللاعبين الأجانب بالمشاركة، وكانت المباريات تقام على ملعب «ستاد دي فرانس» ومن ثم انتقلت إلى ملعب «رولاند غاروس» سنة 1928، وتلعب البطولة على مدى اسبوعيين متتاليين في نهاية مايو إلى اوائل يونيو، ويُطلق عليها أيضاً بطولة French Open أي بطولة فرنسا المفتوحة للتنس. ألغيت بطولة رولان جاروس خلال الأعوام من 1940 حتى 1945 بسبب الحرب العالمية الثانية، ثم جاءت نقطة التحول التحول عام 1968 عندما أصبحت البطولة الفرنسية الدولية هي الأولى على بطولات التنس الكبرى المفتوحة وأصبح المشاركون أكثر احترافاً مما أضاف للبطولة الكثير من المتعة والإثارة.

## إحصائيات
- الأكثر تتويجاً باللقب: كريس إيفارت 7 مرات سيدات ورافائيل نادال 14 مرة رجال.
- المتوجون الأصغر سناً في منافسة الفردي: مونيكا سيليش 16 عاماً سنة 1990 ومايكل تشانج 17 عاماً سنة 1989.
- المتوجون الأكبر سناً في منافسة الفردي: سوزوش كورموكري 33 عاماً سنة 1958 اندريس غيمانو 43 عاماً سنة 1972.

## الدول الفائزة بألقاب فردي الرجال

### ماقبل العصر المفتوح
| الدولة           | عدد الألقاب | أول مرة | أخر مرة |
| فرنسا            | 37          | 1892    | 1946    |
| أستراليا         | 9           | 1933    | 1967    |
| الولايات المتحدة | 7           | 1938    | 1955    |
| ألمانيا          | 3           | 1934    | 1937    |
| المملكة المتحدة  | 2           | 1891    | 1935    |
| جمهورية التشيك   | 2           | 1951    | 1952    |
| إيطاليا          | 2           | 1959    | 1960    |
| إسبانيا          | 2           | 1961    | 1964    |
| هنغاريا          | 1           | 1947    | 1947    |
| السويد           | 1           | 1957    | 1957    |

### العصر المفتوح
| الدولة           | عدد الألقاب | أول مرة | أخر مرة |
| إسبانيا          | 18          | 1972    | 2024    |
| السويد           | 9           | 1974    | 1988    |
| تشيكوسلوفاكيا    | 5           | 1970    | 1987    |
| الولايات المتحدة | 4           | 1989    | 1999    |
| البرازيل         | 3           | 1997    | 2001    |
| سويسرا           | 2           | 2009    | 2015    |
| أستراليا         | 2           | 1968    | 1969    |
| الأرجنتين        | 2           | 1977    | 2004    |
| رومانيا          | 1           | 1973    | 1973    |
| إيطاليا          | 1           | 1976    | 1976    |
| فرنسا            | 1           | 1983    | 1983    |
| الإكوادور        | 1           | 1990    | 1990    |
| النمسا           | 1           | 1995    | 1995    |
| روسيا            | 1           | 1996    | 1996    |
| صربيا            | 1           | 2016    | 2016    |

### سويسرا 2009
و قد حقق اللقب السويسري روجر فيدرر للمرة الأولى في تاريخه في عام 2009 وبهذا اللقب يكمل سلسلة القراند سلام الاربع بعد تعثرة في هذه البطولة في ثلاث نهائيات متتالية من امام الأسباني رافاييل نادال وقد حصل روجر على هذه البطولة بعد تغلبه على اللاعب السويدى روبن سودرلينج المصنف الخامس والعشرين حينها.

### إسبانيا 2010 - 2011 - 2012
في العام 2010 عاد وحصل على الجائزة اللاعب الإسباني المخضرم رافائيل نادال بعد أن خرج من الدور الرابع في المسابقة الماضية بسبب الإصابة بالركبة على يد السويدى سودارلنج ووكانت المباره النهائية أيضا مع هذا السويدى والذي كان قد تقدم للمركز السادس من حيث التصنيف واكتسح نادال المباراة بثلاث مجموعات نظيفه ليحتل صداره الترتيب العالمي لرابطه محترفين كره المضرب.
ثم عاد مرة أخرى في عام 2011 وضرب موعدا مع السويسري روجر فيدرر في النهائي مرة أخرى ويفوز باللقب ويعادل رقم بيورن بورغ في عدد
مرات الفوز بالبطولة (6) مرات وكان هذا رابع نهائي يلتقيان فيه هذا اللاعبان في تلك البطولة وينتهي مرة أخرى لصالح نادال.
اما في عام 2012 فقد ضرب نادال موعدا هذه المرة مع الاعصار الصربي نوفاك جوكوفيتش المصنف الأول عالميا وقتها في المباراة النهائية
وكانت مباراة دراماتيكية مثيرة وحدثت فيها توقفات كثيرة بسبب الأمطار مما أدى إلى تأجيل بقية المباراة إلى اليوم التالي ويعود
نادال للفوز باللقب مرة أخرى وبذلك قد دخل التاريخ عن طريق الانفراد بالرقم القياسي في عدد مرات الفوز بالبطولة وهو (7) مرات
لينفرد بالرقم وحده بعد أن كان مناصفة بينه وبين السويدي بيورن بورغ وبالتالي فقد أصبح رسميا نادال هو ملك الملاعب الترابيه (The King Of Clay).

## الجوائز النقدية ونقاط التصنيف
جموع الجوائز المّالية للبطولة سنة 2019 تبلُغ 42,661,000 €، بزيادة بنسبة 8% عن نسخة 2018. يَتلقى بطل فردي الرجال والسيدات مبلغ 2,300,000 €، بزيادة 100,000 € عن سنة 2018. وهذا جدول الجوائز والنقاط:
| الحدث          | الحدث                 | البطل      | الوصيف      | نصف النهائي | ربع النهائي | الدور الرابع | الدور الثالث | الدور الثاني | الدور الأول |
| الفردي         | النقاط (رجال / نساء)) | 2000       | 1200 / 1400 | 720 / 900   | 360 / 500   | 180 / 280    | 90 / 160     | 45 / 100     | 10/5        |
| الفردي         | الجائزة النقدية       | €2,300,000 | €1,180,000  | €590,000    | €415,000    | €243,000     | €143,000     | €87,000      | €46,000     |
| الزوجي         | النقاط (رجال / نساء)  | 2000       | 1200 / 1400 | 720 / 900   | 360 / 500   | 180 / 280    | 90 / 160     | –            | –           |
| الزوجي         | الجائزة النقدية*      | €580,000   | €290,000    | €146,000    | €79,500     | €42,500      | €23,000      | €11,500      | –           |
| الزوجي المختلط | النقاط                | NA         | NA          | NA          | NA          | –            | –            | NA           | NA          |
| الزوجي المختلط | الجائزة النقدية*      | €122,000   | €61,000     | €31,750     | €17,500     | €10,000      | €5,000       |              |             |

* لكل فريق

### مواضيع ذات صلة
- جائزة الليمون
- جائزة البرتقال
- ملتقطو الكرة في دورة رولان جاروس الدولية

### وصلات خارجية
- موقع الدورة
- منظر من الفضاء على Wikimapia